# Жовтяниця (медицина)
Жовтяни́ця (англ. jaundice, лат. icterus, розм. — жовтуха) — поняття, що має два значення: 
1. Жовте забарвлення склер, слизових оболонок, шкіри, яке виникає внаслідок збільшення рівня білірубіну в крові. Воно найбільш характерне для ураження печінки і жовчних шляхів, а також для захворювань, які перебігають із масивним гемолізом.
2. Весь комплекс уражень органів і систем, які відбуваються при жовтяниці, у широкому сенсі слова називають синдромом жовтяниці.
Жовтяниця зумовлена надлишковим вмістом білірубіну (який складається з прямої та непрямої фракції) у сироватці крові. Звідти він дифундує насамперед в склери і слизові оболонки, а потім у шкіру, тканини, які забарвлюються, таким чином, у жовтий колір.

## Класифікація жовтяниць
Жовтяниці поділяють за рівнем виникнення патологічного процесу.

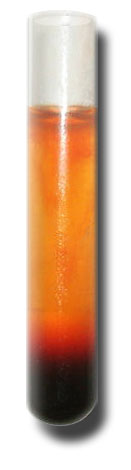
Сироватка крові хворого, у якого є жовтяниця.

Розрізняють такі види жовтяниці згідно з механізмом і місця виникнення:
- надпечінкова (найчастіше вона має гемолітичний характер — у крові зростає рівень непрямого білірубіну)
- печінкова (паренхіматозна — в крові зростає рівень обох фракцій білірубіну, однак рівень прямої фракції значно перевищує рівень непрямої)
- холестатична (підпечінкова, обтураційна, застаріле — механічна; підвищується, зазвичай, рівень прямої фракції білірубіну)

Розрізняють:
- Спадкові жовтяниці: (синдром Криглера-Найяра, хвороба Жильбера, синдром Дабіна-Джонсона, сімейна гіпербілірубінемія новонароджених);
- Набуті жовтяниці.

## Види набутої жовтяниці

### Надпечінкова жовтяниця
Найчастіше вона є гемолітичною — не пов'язана із ураженням печінки та виникає при значному гемолізі внаслідок посиленого руйнування еритроцитів та підвищеного утворення білірубіну. Діагностичне значення має визначення рівня у крові непрямого білірубіну, кількості еритроцитів, гемоглобіну, кольорового показника, ретикулоцитів тощо. Забарвлення шкіри має лимонно-жовтий відтінок. Через наявність анемії хворі скаржаться на сильну слабкість, запаморочення, шум у вухах, швидке серцебиття тощо.

### Печінкова
Розвивається при пошкодженні печінкових клітин, що спричиняється вірусами гепатитів, деякими іншими інфекційними збудниками, різноманітними токсичними факторами тощо. Розвивається гепатит, а надалі, при продовженні дії пошкоджуючих факторів, можливий й цироз печінки. При цьому порушення виділення білірубіну у жовчні шляхи супроводжується викидом його у кровоносні капіляри, що призводить до підвищення його вмісту у сироватці крові. Жовтяниця нерідко яскрава, часто на початку її знебарвлюється кал (не потрапляють жовчні пігменти до тих відділів кишок, де формується кал) і темніє, піниться сеча (через пряме потрапляння туди прямого білірубіну).

### Холестатична
Ця жовтяниця розвивається при порушенні відтоку жовчі по жовчовивідних шляхах. Жовчний протік може бути закритий каменем, а також стиснутий пухлиною голівки підшлункової залози. Печінкова обтурація дрібних жовчних шляхів може бути при холангіті, первинному біліарному цирозі печінки. У всіх випадках жовтяниця буває вираженою, супроводжується свербежем, брадикардією, що пов'язано з підвищенням вмісту жовчних кислот у крові. У сироватці крові значно підвищений вміст прямої фракції білірубіну, а також холестерину. Кал безбарвний. Сеча темна. Своєчасне встановлення генезу холестатичної жовтяниці та місця можливої перешкоди відтоку жовчі має велике значення для подальшого оперативного втручання.
| Диференціальна діагностика жовтяниць | Диференціальна діагностика жовтяниць | Диференціальна діагностика жовтяниць | Диференціальна діагностика жовтяниць                          | Диференціальна діагностика жовтяниць | Диференціальна діагностика жовтяниць           |
| Середовище                           | Показник                             | Здорова людина                       | Надпечінкова (найчастіше — має гемолітичну причину) жовтяниця | Печінкова (паренхіматозна) жовтяниця | Холестатична (застаріле — механічна) жовтяниця |
| ------------------------------------ | ------------------------------------ | ------------------------------------ | ------------------------------------------------------------- | ------------------------------------ | ---------------------------------------------- |
| Сироватка крові                      | Непрямий (некон'югований) білірубін  | 0,2-0,7 мг/дл                        | підвищення                                                    | підвищення                           | норма                                          |
| Сироватка крові                      | Прямий (кон'югований) білірубін      | 0,1-0,4 мг/дл                        | норма                                                         | підвищення                           | підвищення                                     |
| Сеча                                 | Уробіліноген                         | 0,4 мг/добу                          | підвищений                                                    | знижений                             | відсутній                                      |
| Сеча                                 | Білірубін                            | відсутній                            | відсутній                                                     | наявний                              | наявний                                        |
| Кал                                  | Уробіліноген                         | 40-280 мг/добу                       | підвищений                                                    | знижений                             | майже відсутній                                |

## Лікування
Залежить від виду жовтяниці та пов'язане з її генезом.

### Невідкладна допомога
Насамперед необхідна хворим з токсичним ураженням печінки. Вона полягає в негайному припиненні надходження токсичної речовини в організм, швидкому знешкодженні та видаленні його (антидоти, внутрішньовенна дезінтоксикаційна терапія, екстракорпоральна детоксикація). Хворим з обтураційною хірургічною жовтяницею при вираженому болю вводять підшкірно розчин атропіну сульфату і розчин папаверину. Від введення препаратів групи морфіну краще утриматися, щоб не підсилити спазм сфінктера Одді. При появі жовтяниці пацієнт повинен бути однозначно госпіталізований.

### Консервативне лікування
Жовтяниця завжди є показником для госпіталізації в стаціонар.
Лікування хворого на жовтяницю внаслідок вірусних гепатитів або інших інфекційних захворювань, що перебігають з жовтяницею, повинне здійснюватися в інфекційному відділенні. Лікування хворих з токсичними гепатитами здійснюють в терапевтичних або токсикологічних стаціонарах. Хворого на обтураційну жовтяницю часто направляють в хірургічний стаціонар для обстеження і розв'язання питання про оперативне лікування. Хворих на гемолітичну жовтяницю зі спленомегалією направляють на лікування у терапевтичний стаціонар (гематологічний).
При хронічних захворюваннях печінки стабільна жовтяниця прогностично несприятлива, оскільки є ознакою функціональної недостатності печінки. Усім хворим на хронічні захворювання печінки зі стійкою паренхіматозною або холестатичною жовтяницею рекомендовано планову госпіталізацію в терапевтичне відділення.